# Schuppenflossen-Lippfisch
Der Schuppenflossen-Lippfisch (Acantholabrus palloni) ist eine Art der Lippfische, die im Nordostatlantik, in Nord- und Ostsee sowie im Mittelmeer anzutreffen ist.

## Merkmale
Der Schuppenflossen-Lippfisch hat einen seitlich abgeflachten, länglichen Körper und erreicht eine Körperlänge bis maximal 25 Zentimeter. Der spitze Kopf besitzt ein vergleichsweise großes, endständiges Maul. Rücken und Flanken sind hellbraun bis rötlich gefärbt, die Färbung der Bauchseite ist hell. Am oberen Schwanzansatz besitzen die Fische einen großen, schwarzen Sattelfleck.
Die Rückenflosse besitzt 19 bis 21 harte Flossenstrahlen und danach 7 bis 10 weiche, die Afterflosse 4 bis 6 harte und 5 bis 8 weiche Flossenstrahlen. Die Bauchflossen sind brustständig. Insgesamt liegen 39 bis 45 Schuppen entlang der Seitenlinie.

## Verbreitung
Der Schuppenflossen-Lippfisch ist im nordöstlichen Atlantik von Norwegen und Großbritannien bis nach Westafrika sowie im Bereich der Azoren, Madeira und den Kanarischen Inseln und im Mittelmeer anzutreffen.

## Lebensweise
Die Fische leben im Litoral an felsigen und sandigen Küsten in Tiefen bis zu 60 Meter, im Mittelmeer auch bis zu 250 bis 500 Meter. Sie ernähren sich vor allem von Krebstieren, Würmern und Weichtieren.

## Belege
1. 1 2 3 4  Andreas Vilcinskas: Fische – Mitteleuropäische Süßwasserarten und Meeresfische der Nord- und Ostsee. BLV Verlagsgesellschaft, München 2000; S. 138, ISBN 3-405-15848-6.
2. 1 2  Schuppenflossen-Lippfisch auf Fishbase.org (englisch)